# Жорж Парчемини
Жорж Парчемини (на френски: Georges Parcheminey) е френски психоаналитик.

## Биография
Роден е на 21 април 1888 година в Роншамп, Франция, в семейство на минен инженер и учителка по музика. Първоначално учи в религиозна институция, а след това отива в Париж да изучава медицина. През 1917 г. се оженва. След Първата световна война практикува като невролог. През 20-те години е анализиран от Рудолф Льовенщайн, а през 1926 става един от съоснователите на Парижкото психоаналитично общество. Парчемни става президент на обществото в периода 1930 – 1931 г.
Жорж Парчемини е обучаващ аналитик на Морис Бенаси и Морис Буве. Написва първата си статия съвместно с Едуард Пичон, която е озаглавена „Sur les Traitements Psychothérapiques Courts d'Inspiration Freudienne chez les Enfants“ („Върху кратко, вдъхновено от Фройд, терапевтично лечение за деца“).
Умира на 29 юли 1953 година в Париж на 65-годишна възраст.

## Кратка библиография
- Parcheminey, Georges. (1932). L'hystérie de conversion. Revue Française de Psychanalyse, 5, 1
- Parcheminey, Georges. (1948). La problématique du psycho-somatique. Revue Française de Psychanalyse, 12, 2
- Pichon, Édouard; and Parcheminey, Georges. (1928). Sur les traitements psychothérapiques courts d'inspiration freudienne chez les enfants. Revue Française de Psychanalyse, 2,4.